# Ras Sudr
Ras Sudr, Ras Sidr albo Sidr, także: Ras as-Sudr, Ras as-Sidr (arab. رأس سدر) – miejscowość (na przylądku o tej samej nazwie) w Egipcie w zachodniej części Półwyspu Synaj, nad Morzem Czerwonym w Zatoce Sueskiej (Riwiera Morza Czerwonego) w muhafazie Synaj Południowy.
Miejscowość położona jest przy drodze z Suezu do Szarm el-Szejk. Znajdują się tutaj ośrodki wypoczynkowe i sportowe: windsurfingowe i kitesurfingowe ze względu na sprzyjające wiatry (północne i północno-wschodnie) umożliwiające uprawianie tych sportów wodnych. W pobliżu szeroka piaszczysta plaża. Znajduje się tutaj 5,6% wszystkich miejsc noclegowych w muhafazie, najwięcej na wschodnim wybrzeżu Zatoki Sueskiej.
W południowej części miejscowości znajduje się portowy terminal naftowy (Ras Sudr Port), a w okolicy pole naftowe tej samej nazwie.
Wieczorem 8 czerwca 1967 roku pierwsze izraelskie oddziały wojskowe dotarły do Ras Sudr w czasie wojny sześciodniowej. Egipcjanie przed opuszczeniem miasta podpalili tutejsze instalacje szybów ropy naftowej. W wojnie Jom Kipur w okolicy doszło do krwawych potyczek między wojskami egipskimi i izraelskimi. W listopadzie 1975 roku wojska izraelskie wycofały się z okolicy, a miasto powróciło pod kontrolę Egiptu.
Od początku 2000 roku w mieście próbuje się rozwijać turystykę. Wybudowano w tym celu kilka ośrodków turystyczno-wypoczynkowych oraz ośrodków kitesurfingowych.